# Corpus Christi (Edemissen)

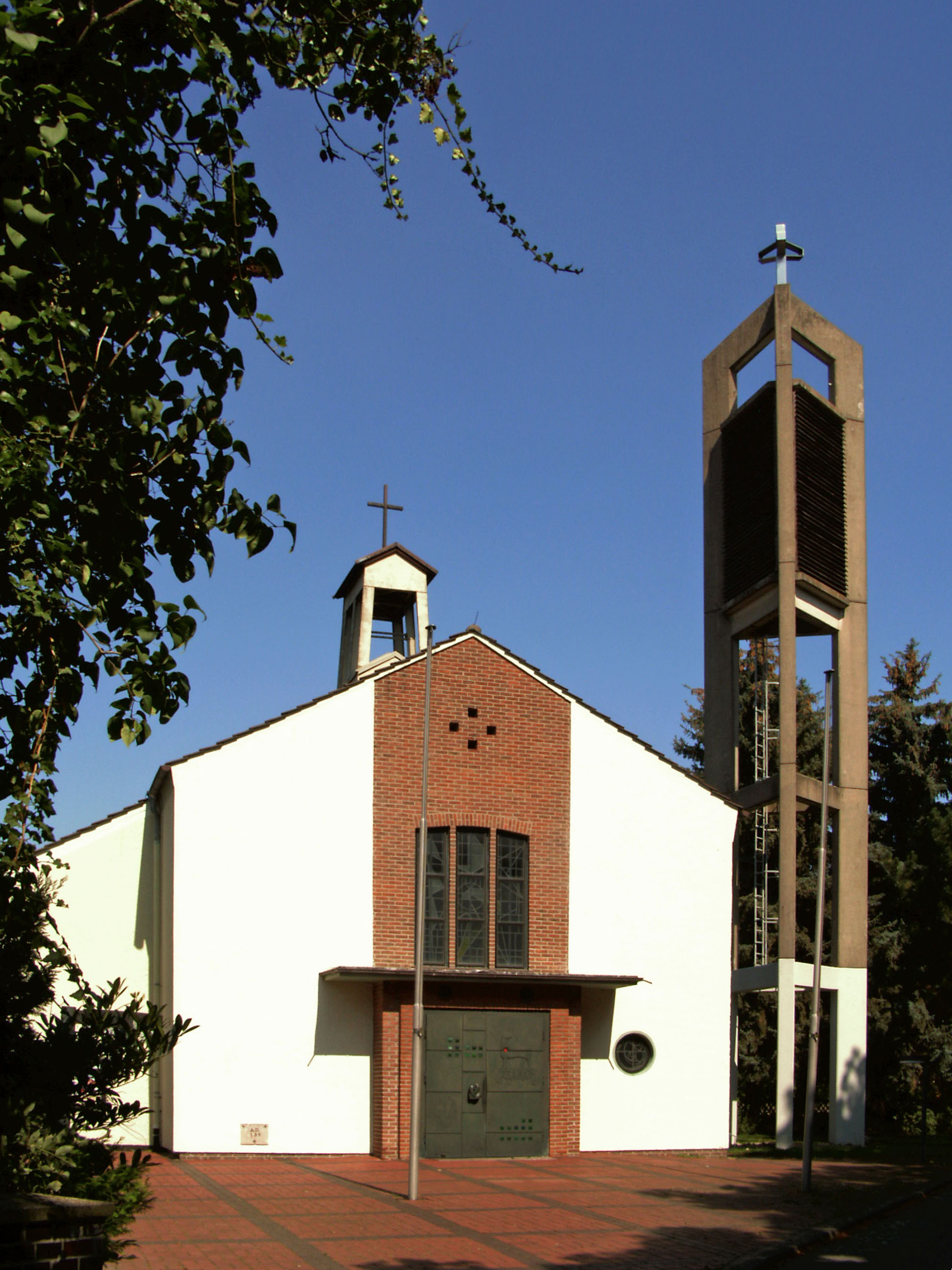
Kirche

Die Kirche Corpus Christi ist die katholische Kirche in Edemissen, einer Gemeinde im Landkreis Peine in Niedersachsen. Die Kirche ist dem Festgeheimnis von Fronleichnam gewidmet, bei dem die leibliche Gegenwart Jesu Christi im Sakrament der Eucharistie gefeiert wird. Sie ist die nördlichste Kirche im Dekanat Braunschweig und befindet sich am Ostrand von Edemissen, in der Raiffeisenstraße 19. Die Kirche gehört zur Pfarrgemeinde „Zu den heiligen Engeln“ mit Sitz in Peine, im Bistum Hildesheim.

## Geschichte
Seit der Reformation, bis ins 20. Jahrhundert hinein, war in Edemissen bzw. im Nordkreis Peine keine katholische Kirchengemeinde mehr vorhanden. Erst mit dem Zuzug von Ausgebombten, Flüchtlingen und Heimatvertriebenen bildete sich auch hier im Laufe der Nachkriegszeit eine Kirchengemeinde. Gottesdienste wurden anfänglich in Privatwohnungen, Gaststuben, Sälen oder auch kirchlichen Einrichtungen der evangelischen Kirche durchgeführt.
1957 wurden die nach dem Zweiten Weltkrieg neu gebildeten Pfarrvikarien Klein Oedesse und Wehnsen zur neuen Pfarrvikarie Edemissen zusammengefasst. Ihr erster Seelsorger war Pastor Theodor Disse.
1959 erfolgte die Grundsteinlegung der Kirche. Am 28./29. November 1959, dem ersten Advent, folgte ihre Konsekration durch Weihbischof Heinrich Pachowiak. Maria, die Rosenkranzkönigin, wurde Nebenpatronin der Kirche.
Am 1. April 1960 wurde die Kirchengemeinde (Kuratiegemeinde) Edemissen eingerichtet. 1968 wurde die Kirche um einen freistehenden Glockenturm bereichert. Am 1. Juli 1969 wurde die Kirchengemeinde zur Pfarrei erhoben. 1983/84 wurde ein neues Pfarrheim erbaut und die Kirche renoviert. 1986 wurde die Orgel erbaut, 1987 wurde sie durch Altbischof Heinrich Maria Janssen geweiht.
Vor ihrer Profanierung im Jahre 1999 gehörte auch die St.-Petrus-Kirche in Eltze zur Pfarrgemeinde in Edemissen. Seit dem 1. November 2006 gehört die Edemissener Kirche zur Pfarrgemeinde „Zu den heiligen Engeln“ in Peine, die Pfarrgemeinde „Corpus Christi“ wurde in diesem Zusammenhang aufgehoben. Zu diesem Zeitpunkt wurde auch das Dekanat Peine aufgelöst, und die Kirche kam ins Dekanat Braunschweig.

## Architektur und Ausstattung
Die in rund 71 Meter Höhe über dem Meeresspiegel gelegene Kirche wurde nach Plänen des Architekten Filipschak erbaut. Das von Claus Kilian gestaltete Wandmosaik an der Rückwand des Altarraums zeigt das Abendmahl Jesu. Auch die Buntglasfenster entwarf Kilian, sie zeigen Szenen aus dem Alten und Neuen Testament (Bibel) sowie aus dem Leben Marias. Eine Statue stellt Maria auf der Mondsichel, mit Krone und Zepter, das Jesuskind auf dem Arm haltend dar. Das Unternehmen Westfälischer Orgelbau S. Sauer erbaute die Orgel.